# Of Human Feelings
Of Human Feelings — альбом американского джазового саксофониста, композитора и бэнд-лидера Орнетта Коулмана. Пластинка была записана 25 апреля 1979 года в нью-йоркской студии CBS Studio Building с ансамблем Коулмана Prime Time, в который входили гитаристы Чарли Эллерби и Берн Никс, басист Джамааладэн Такума, а также барабанщики Кэлвин Уэстон и Денардо Коулман, сын саксофониста. Итоговый результат представлял собой вторую попытку записи материала, после неудачной сессии в марте того же года во время которой планировалось сделать нарезку непосредственно на диск, и стал первым джазовым альбомом, записанным с помощью цифровой аппаратуры на территории Соединённых Штатов.
В музыкальном плане альбом является джаз-фанком созданным в рамках гармолодического подхода к импровизации, тем самым продолжая направление предыдущей пластинки Коулмана Dancing in Your Head (1975). Этот подход подчёркивал естественные ритмические и эмоциональные реакции в ключе, схожем с духом коллективного сознания, как описывал это саксофонист. Лонгплей также опирался на влияние ритм-энд-блюза, характерного для ранней карьеры Коулмана, благодаря чему содержал более короткие и отличающиеся друг от друга композиции, нежели в Dancing in Your Head, а также на принципы фри-джаза, которые применялись к фанковым элементам записи.
Сменив менеджера, Коулман подписал контракт с фирмой звукозаписи Island Records; Of Human Feelings был выпущен на её дочернем лейбле Antilles Records в 1982 году. Критики преимущественно хвалили альбом за выразительную музыку и гармолодический подход, однако он имел слабые продажи и был выпущен маленьким тиражом. После спора по поводу роялти за запись Коулман вновь сменил менеджера, назначив новым своего сына. Эта ситуация вдохновила его вновь начать публичные выступления в 1980-х годах.

## Предыстория

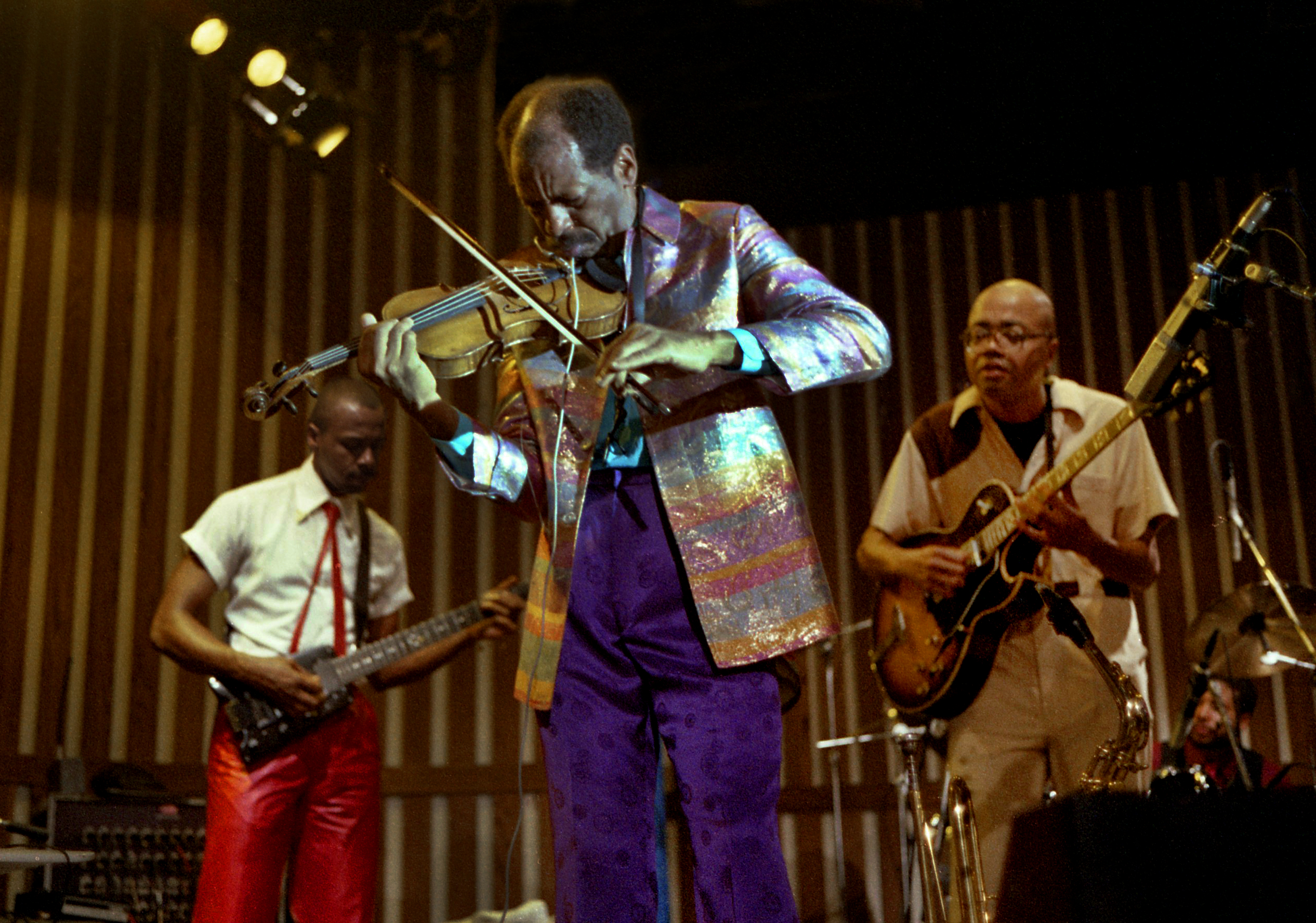
Орнетт Коулман (в центре) в сопровождении гитаристов Чарли Эллерби (слева) и Берна Никса (справа)

К концу 1960-х Орнетт Коулман стал одним из самых влиятельных музыкантов в джазе, возглавив один из его поджанров — фри-джаз, первоначально получивший пренебрежительный приём от джазовых критиков и музыкантов за отклонение от общепринятых структур гармонии и тональности. В середине 1970-х Коулман завязал с фри-джазом, собрал ансамбль и разработал новую творческую теорию, получившую название гармолодика. Согласно её концепции, все музыканты могли играть независимые друг от друга мелодии в любой тональности и при этом звучать как слаженная группа. Он научил своих молодых коллег этому импровизационному подходу, основанному на их индивидуальных предпочтениях, и попросил не использовать элементы традиционных стилей. Коулман сравнивал эту групповую этику с духом «коллективного сознания», в котором делался упор на «человеческие чувства» и «биологические ритмы», подчеркнув, что его целью был успех музыки, а свой личный. Он также начал добавлять в своё творчество элементы из других стилей (в том числе рока), такие как электрогитара, и нетипичные для запада ритмы, позаимствованные у марокканских и нигерийских исполнителей.
Записывая Of Human Feelings Коулман продолжил гармолодический подход начатый в его предыдущем альбоме, ставшим дебютным для созданного им ансамбля Prime Time. В состав квартета входили гитаристы Чарли Эллерби и Берн Никс, басист Джамааладэн Такума, а также барабанщики Рональд Шеннон Джексон и Денардо Коулман, сын Коулмана. В 1975 году, когда Такума был приглашён в Prime Time, он ещё посещал старшую школу, его первой записью с ансамблем стала пластинка Body Meta, которая была выпущена в 1978 году. До этого Такума играл у джазового органиста Чарльза Эрланда, однако тот вскоре уволил юношу, так как посчитал, что он перетягивает внимание публики на себя. Коулман нашёл стиль Такумы идеальным для гармолодики и попросил сохранить его в первозданном виде. Хотя теория Коулмана изначально бросала вызов знаниям и музыкальному восприятию молодого бас-гитариста, Такуме пришлась по душе необычная роль, которая отводилась каждому участнику группы как в качестве солиста, так и как мелодиста: «Когда мы читаем музыку Орнетта, мы пользуемся его нотами, но также прислушиваемся к его фразам и формулируем так, как он того хочет. Тем не менее, затем я могу взять ту же мелодию и сформулировать её так, как хочется мне, и эти ноты будут определять фразировку, ритм, гармонию — всё это».

## Запись и продюсирование
В марте 1979 года Коулман и Prime Time отправились в нью-йоркскую студию RCA Records, чтобы записать альбом путём прямой нарезки на диск. Однако в процессе возникли проблемы со студийным оборудованием, и материал был забракован. Неудачная сессия была проектом Phrase Text, музыкального издательства Коулмана. Саксофонист вынашивал идею создания собственной звукозаписывающей компании с таким же названием и пригласил в качестве менеджера своего старого друга Кунле Мвангу. В апреле Мванга организовал ещё одну сессию в нью-йоркской студии CBS — под рабочим названием Fashion Faces — 25 апреля там был записан Of Human Feelings. Джексон не принимал участия в работе, вместо него был нанят барабанщик Кэлвин Уэстон, который исполнял свои партии одновременно с Денардо. Музыканты записали все композиции с первого дубля без каких-либо проблем с оборудованием.
Пластинка была записана при помощи двухдорожечного цифрового магнитофона Sony PCM-1600 — редкого студийного оборудования для того времени. По данным журналиста Говарда Манделя, пассажи, сыгранные группой в альбоме, не звучали ни очень тихо, ни чересчур громко, потому что они были сведены со среднечастотным диапазоном и сжатым аудиосигналом. Из-за особенностей используемого оборудования Коулман не стал добавлять в материал дополнительные звуковые эффекты и избегал наложений, дополнительных аудиодорожек и ремикширования. По словам музыканта, Of Human Feelings был первым джазовым альбомом, записанным в Соединённых Штатах при помощи цифровой аппаратуры.

## Музыкальная составляющая
«Люди начали спрашивать меня, действительно ли я играю ритм-н-блюз, и я всегда отвечаю, ну конечно же. Для меня ритм — это кислород, который находится под нотами и движет их вперед, а блюз — это окраска этих нот, их эмоциональная интерпретация».
Согласно Краткому Оксфордскому музыкальному словарю (2004) Of Human Feelings представляет собой джаз-фанк тип музыки, возникший на рубеже 1970-х годов и характеризующийся замысловатыми ритмическими рисунками, повторяющейся басовой партией и латинскими ритмическими элементами. Ллойд Сакс из Chicago Sun-Times писал, что, хотя Коулман не считался исполнителем джаз-фьюжна, альбом можно охарактеризовать как таковой из-за сочетания в нём фри-джаза и фанка. Гленн Кенни не разделял это мнение, утверждая, что неистовая природа пластинки имеет больше общего с жанром ноу-вейв и артистами центральной музыкальной сцены Нью-Йорка, такими как Джон Зорн. В свою очередь писатель Стюарт Николсон рассматривал лонгплей как кульминацию музыкальных принципов Коулмана, восходящих к его фри-джазу 1960-х, но переосмысленных с добавлением фанк-ориентированного бэкбита. По словам джазового критика Барри Макрея, «это было так, как если бы Коулман преобразовал концепцию знаменитого двойного квартета» из своего альбома Free Jazz (1961) под исполнение джаз-фанка.
Коулман включил в альбом традиционные структуры и ритмы, а также другие элементы ритм-н-блюзовой музыки, которую исполнял в начале своей карьеры. По словам Манделя, простое, живое содержание пластинки больше походило на запись слаженной R&B-группы нежели джаз-фьюжн-ансамбля. Хотя Коулман по-прежнему исполнял мелодии в треках, для контраста он использовал двух гитаристов, которые наряду с барабанщиками отвечали либо за ритм, либо за мелодию. Эллерби обеспечивал акцентированный линейный контрапункт, а Никс исполнял вариации мелодии, в то время как Денардо Коулман и Уэстон играли как полиритмы, так и бэкбиты. В таких композициях, как «Jump Street» и «Love Words» Эллерби добавил к гитаре эффект дисторшна, что придало более плотную текстуру. Инструментальные фразы Такумы и Орнетта Коулмана звучали на переднем плане поверх менее заметных гитар. Макрей отмечал, что Коулман и Prime Time обменивались «намёками направления» на протяжении всего альбома, когда один из музыкантов менял тональность — другие модулировали . Группа не пыталась гармонизировать свои партии, разительно отличающиеся друг от друга.
Of Human Feelings содержит более короткие и обособленные друг от друга композиции, нежели Dancing in Your Head. «Sleep Talk», «Air Ship» и «Times Square» первоначально обкатывались Коулманом во время его концертов 1978 года под названиями «Dream Talking», «Meta» и «Writing in the Streets» соответственно. В свою очередь название «What Is the Name of That Song?» являлось остроумной отсылкой к двум его старым композициям — «Love Eyes» и «Forgotten Songs» (также известной как «Holiday for Heroes»), — темы которых исполнялись одновременно и трансформировались на протяжении всего трека. Последняя из них (ранее выпущенная в альбоме Коулмана Skies of America 1972 года) также использовалась в качестве рефрена. «Jump Street» представляла собой блюзовое произведение, «Air Ship» базировалась на шеститактовом риффе, а атональная «Times Square» демонстрировала футуристические танцевальные ритмы. В мелодии «Love Words» активно использовалась полимодальность — центральная особенность гармолодики, а длинное соло Коулмана сопоставлялось с плотным, ритмически сложным фоном остальных музыкантов. Николсон усмотрел в этом произведении западноафриканские ритмы и коллективную импровизацию, уходящую корнями в новоорлеанский джаз, помимо этого, выдвинув предположение, что «Sleep Talk» была навеяна вступительным соло на фаготе из оркестрового произведения Игоря Стравинского «Весна священная» (1913). Последний трек начинается с басовой партии Такумы и, по словам журналиста Premier Guitar Ника Миллевоя, является идеальным примером эстетики и звука ансамбля Prime Time.

## Продвижение и продажи
Через несколько недель после окончания записи Of Human Feelings Мванга отправился в Японию, чтобы договориться с Trio Records о печати альбома для последующего релиза на Phrase Text. Лейбл, до этого выступавший издателем сборника концертных записей Коулмана с 1966 по 1971 год в Париже, был готов приступить к печати, оставалось только предоставить мастер-диск. Коулман также собирался исполнить свою песню «Skies of America» с Симфоническим оркестром NHK, однако внезапно отменил обе сделки по возвращении своего друга из Японии. Мванга незамедлительно уволился, проработав в должности менеджера менее четырёх месяцев. В 1981 году Коулман нанял на его место Стэна и Сида Бернштейнов, которые продали запись с материалом для будущего альбома компании Island Records. В том же году он подписал с ней контракт. Of Human Feelings был выпущен в 1982 году на Antilles Records — дочернем лейбле компании, ориентированном на джаз. В этот же период журнал Billboard опубликовал на первой полосе статью о том, что он является первым цифровым альбомом, записанным в Нью-Йорке, и первым цифровым джазовым альбомом, записанным американским лейблом.
По словам писателя Фрэнсиса Дэвиса, с релизом этой пластинки Коулман должен был неминуемо совершить «скромный коммерческий прорыв», казалось, музыкант возвращал себе былую популярность. Немецкий музыковед Питер Никлас Уилсон отмечал, что альбом, возможно, был самым мелодичным и мейнстримовым в его карьере на тот момент. Чистый микс пластинки (сделанный в среднечастотном диапазоне) и относительно короткий хронометраж треков были истолкованы Манделем как сознательная попытка автора создания радиоформатного звучания. Он охарактеризовал продюсерскую работу Коулмана шагом в сторону «выраженного удобоваримого [звука], которая должна была сделать лонгплей [привлекательным] для поп-сферы». Тем не менее, Of Human Feelings не снискал успеха в американских поп-чартах добившись хороших результатов лишь в джазовом хит-параде где достиг 15-го места и провёл 26 недель. Поскольку пластинка предлагала нечто среднее между фанком и джазом, Барри Макрей делал вывод, что она не понравилась ни той, ни другой группе слушателей. Брент Баттерворт из Sound & Vision предположил, что на неё не обратили внимания из-за электрических инструментов, элементов рок-музыки и фанковых ударных, и, по его мнению, она не соответствовала старомодному образу джаза, который предпочитали многие поклонники жанра. Вскоре печать новых тиражей альбома была прекращена.

## Отзывы критиков
| Оценки критиков                     | Оценки критиков |
| Источник                            | Оценка          |
| ----------------------------------- | --------------- |
| AllMusic                            | [ 32 ]          |
| Rolling Stone                       | [ 33 ]          |
| The Rolling Stone Jazz Record Guide | [ 34 ]          |
| Spin Alternative Record Guide       | 10/10           |
| Tom Hull – on the Web               | A               |
| The Village Voice                   | A+              |

Альбом получил тёплый приём от современников, собрав высокие оценки от профильной прессы. В рецензии для Esquire Гэри Гиддинс назвал его ещё одной знаковой записью Коулмана и его наиболее совершенной работой в области гармолодики, отчасти из-за композиций, которые он счёл чётко сформулированными, а иногда и вневременными. По его мнению, диссонирующие тональности радикально преображали обычную полифонию и могли стать самым сложным элементом для слушателей, которые, по его словам, должны сосредоточиться на игре Коулмана и «позволить [музыкальному] водовороту упорядочиться самостоятельно». Гиддинс выделил мелодию «Sleep Talk» посчитав её одной из лучших в карьере саксофониста. Кофи Натамбу из Detroit Metro Times писал, что синергетический подход Коулмана демонстрирует выразительную непосредственность, а не поверхностное техническое чутьё, назвав пластинку «многотональной мозаикой великой силы, юмора, цвета, остроумия, чувственности, сострадания и нежности». Он нашёл её материал вдохновляющим, танцевальным и охватывающим эволюцию афроамериканской музыки за предыдущий век. Роберт Кристгау назвал «тёплый, приятный для слуха гармоничный фанк» альбома художественным «прорывом, если не чудом». Критик счёл обмен ритмами и простыми мелодиями искренним и утончённым, написав в The Village Voice: «То, как музыканты разбиваются о рябь песни только для того, чтобы вернуться в русло, — это демократия участия в её наиболее практичном и утопическом виде».
Джазовые критики-пуристы жаловались на танцевальный бит и электрогитары, включённые Коулманом в альбом. Публицист журнала Stereo Review Крис Альбертсон назвал сочетание саксофона и причудливого фанка периодически крайне занимательным, но по большей части бессодержательным. Дэн Салливан из Los Angeles Times полагал, что сторонники альбома в «кругах модного рока» упустили из виду недостатки, утверждая, что игра Такумы и Коулмана звучит как уникальный «маяк ясности» на фоне общей какофонии. В свою очередь, Леонард Фезер из Toledo Blade писал, что получившаяся музыка стилистически неоднозначна, потенциально противоречива и трудна для оценки, однако достаточно интересна, чтобы её можно было рекомендовать к прослушиванию.
«Острый и колючий, это был самый грохочущий, звучащий как городские джунгли альбом со времён „On the Corner“ Майлза Дэвиса».
Редактор Billboard Питер Кипньюс назвал Of Human Feelings лучшим альбомом 1982 года, отметив, что считает его ярким примером слияния фри-джаза с современным фанком. Музыкальные обозреватели из The Boston Phoenix Джеймс Хантер и Ховард Хэмптон поставили пластинку на 1-е и 4-е места своих личных рейтингов соответственно. Помимо этого, запись заняла 13-ю строчку в Pazz & Jop — ежегодном опросе американских критиков, публикуемом в газете The Village Voice. Руководитель опроса Роберт Кристгау поставил Of Human Feelings на 1-е место в своём личном списке, а в 1990 году — на 2-е среди лучших альбомов 1980-х годов.

## Наследие
Коулман получил 25 000 долларов за права на публикацию Of Human Feelings, посетовав, что его менеджеры продали альбом дешевле, чем обошлась его запись, и в итоге он вообще не получил каких-либо авторских отчислений. По словам Стэна Бернштейна, у Коулмана были изначально завышенные ожидания по поводу возможной финансовой выручки, которые были совершенно «нереалистичны в этом бизнесе, если вы, конечно, не являетесь Майклом Джексоном». Исполнительный директор лейбла Antilles Рон Голдстайн посчитал, что 25 000 долларов, полученные Коулманом, не были ни большой, ни справедливой суммой для джазовых кругов. После того как саксофонист превысил бюджет во время записи своей следующей пластинки, боссы Island Records отказались её выпускать, вместе с тем не став отзывать опцион на её релиз. В 1983 году Коулман прекратил сотрудничество с Бернштейнами. Он выбрал своего сына Денардо в качестве нового менеджера, постепенно возвращаясь к активной концертной деятельности, которая застопорилась из-за в его недоверии к белым представителям музыкальной индустрии (преобладающим в шоу-бизнесе). По словам Николсона, в 1980-х «человек, которого когда-то обвиняли в том, что он наступил на горло джаза, был встречен в гастрольных кругах с любопытством и любовью». Коулман не записывал новых пластинок в течение шести лет, вместо этого выступая с Prime Time по всему миру.

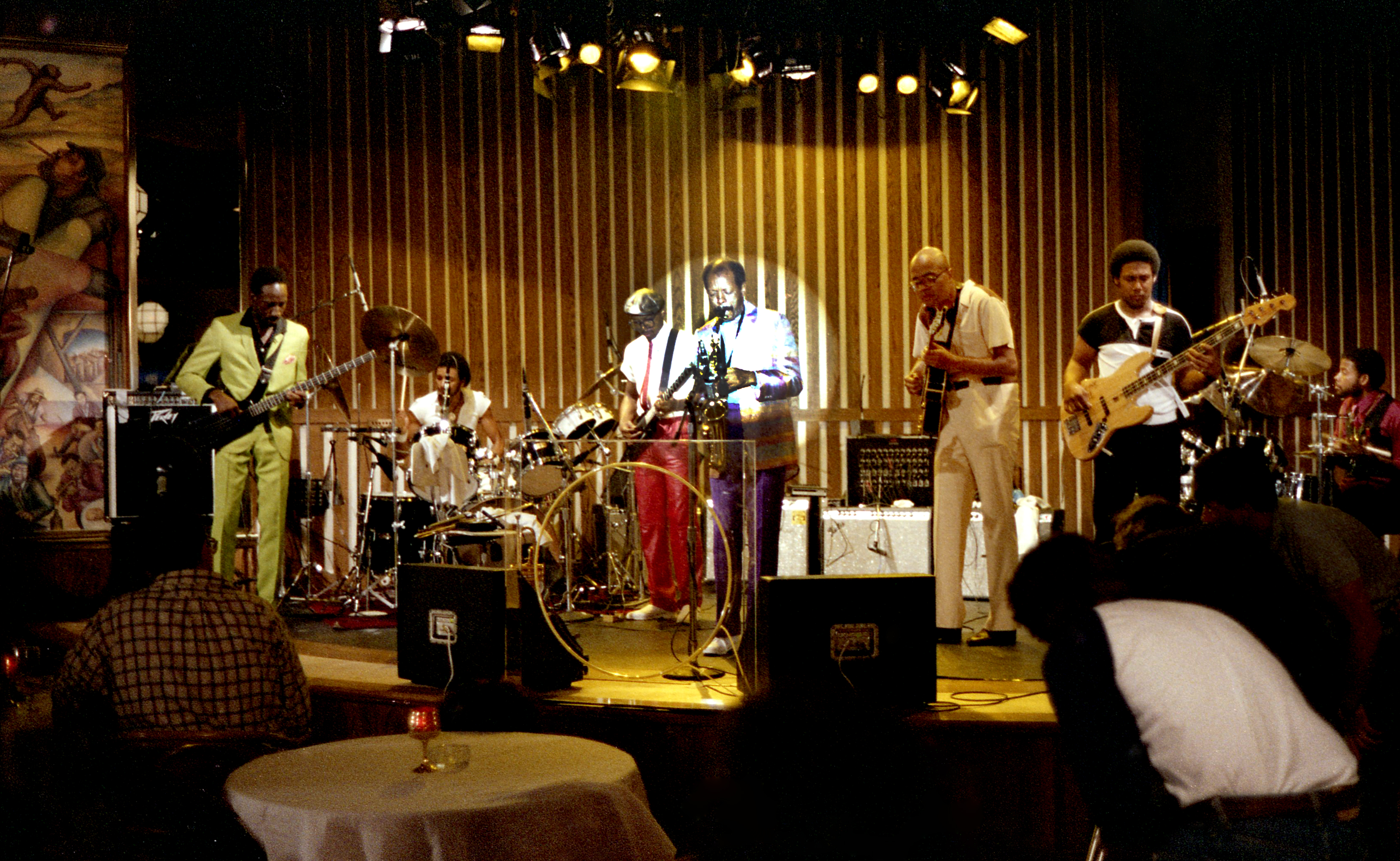
Орнетт Коулман и ансамбль Prime Time выступают в Caravan of Dreams, 1985 год

По прошествии лет Of Human Feelings продолжал получать положительные оценки от критиков. В статье 1986 года о работе Коулмана с Prime Time музыкальный обозреватель The New York Times Роберт Палмер отмечал, что альбом всё ещё оставался новаторским и радикальным по современным музыкальным стандартам. Поскольку ряд композиторов и музыкантов ознакомились с ним ещё в 1979 году (в виде пробного тиража), по словам публициста смесь джазовой импровизации и грубой, панковской и фанковой энергии записи звучала «пророчески», когда она была выпущена. «Альбом несомненно являлся прародителем многого из того, что звучало радикально-ново в нынешних течениях [начала десятилетия] сочетающих панк-рок, африканские танцевальные ритмы и фри-джаз» — заключил Палмер. Рецензент портала AllMusic Скотт Яноу отмечал, что, хотя композиции Коулмана никогда не пользовались популярностью, они отлично работали в контексте альбома, который продемонстрировал характерный саксофонный стиль автора — высоколобый, но при этом запоминающийся. Джошуа Кляйн из The A.V. Club рекомендовал Of Human Feelings как лучший альбом для тех, кто хочет приобщиться к творчеству Коулмана периода гармолодики, а рок-критик Chicago Tribune Грег Кот включил его в свой путеводитель для начинающих слушателей джаза; он назвал лонгплей одним из немногих релизов, которые помогли ему лучше прочувствовать рок-музыку, а также научиться получать удовольствие от джаза. В 2008 году Мартин Джонсон из журнала New York включил Of Human Feelings в свой личный список канонических альбомов джаза — жизненно важных нью-йоркских релизов в жанре за последние 40 лет. По мнению публициста альбом излучал дух утончённости, а элементы фанка, латиноамериканской и африканской музыки были так искусно интегрированы в материал, что он продолжал сохранять джазовую идентичность.

## Список композиций
Все композиции написаны Орнеттом Коулманом.
| №  | Название      | Длительность |
| -- | ------------- | ------------ |
| 1. | «Sleep Talk»  | 3:34         |
| 2. | «Jump Street» | 4:24         |
| 3. | «Him and Her» | 4:24         |
| 4. | «Air Ship»    | 6:11         |

| №  | Название                         | Длительность |
| -- | -------------------------------- | ------------ |
| 1. | «What Is the Name of That Song?» | 3:58         |
| 2. | «Job Mob»                        | 4:57         |
| 3. | «Love Words»                     | 2:54         |
| 4. | «Times Square»                   | 6:03         |

## Участники записи
Согласно аннотациям к альбому:

| Музыканты - Орнетт Коулман — альтовый саксофон, производюсирование - Чарли Эллерби — электрогитара - Берн Никс — электрогитара - Джамааладэн Такума — бас-гитара - Денардо Коулман — ударные - Кэлвин Уэстон — ударные | Дополнительный персонал - Сьюзан Бернштейн — автор картины на обложке - Питер Корристон — дизайн обложки - Джо Гаствирт — мастеринг - Рон Сен-Жермен — звукорежиссёр - Рон Голдстайн — исполнительный директор - Гарольд Яровски — второй звукорежиссёр - Стивен Марк Нидхэм — фотографии - Кен Робертсон — звукозапись |  |